# Contra legem
Contra legem (česky „proti zákonu“) znamená protiprávní jednání, které je v rozporu s platnými zákony, nelegální.
S ohledem na zásadu legální licence, podle níž je fyzickým a právnickým osobám dovoleno vše, co není zakázáno, se za nelegální nepovažuje jednání, které zákon neupravuje (praeter legem, vedle zákona), ale pouze takové, které zákon přímo zakazuje. Je však třeba takové nezakázané, a tedy mlčky dovolené jednání odlišit od jednání in fraudem legis (obcházení zákona).